# Mieczysław Adamek
Mieczysław Adamek (Tashkent, 18 settembre 1918 – Canale della Manica, 18 maggio 1944) è stato un militare e aviatore polacco, che fu un pilota da caccia durante il corso della seconda guerra mondiale e asso dell'aviazione con 6 vittorie confermate, due condivise e una probabile. Insignito della Croce di Cavaliere dell'Ordine Virtuti militari n.9343.

## Biografia

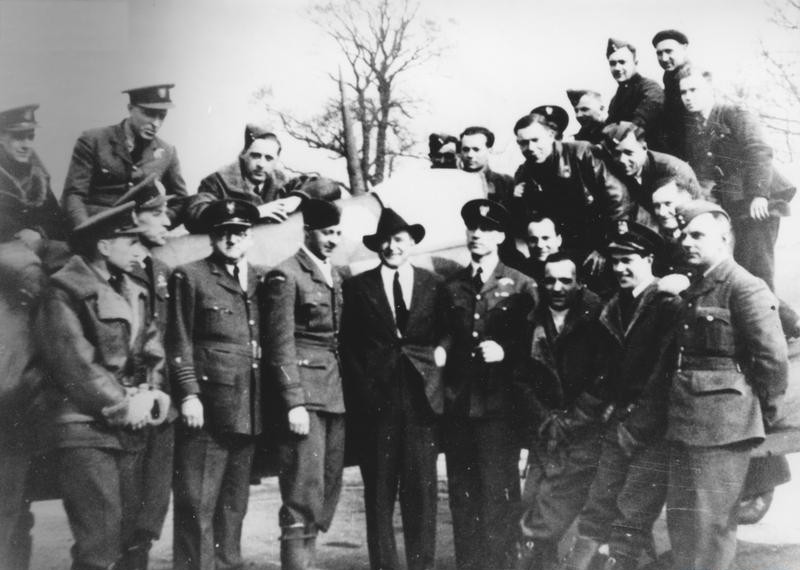
In prima fila: il tenente Wojciech Kołaczkowski, il tenente Zdzisław Henneberg, il colonnello Bogdan Kwieciński, il tenente Mirosław Ferić, il colonnello Marian C. Cooper, il maggiore Witold Urbanowicz, il 2° tenente Bogdan Grzeszczak, sergente maggiore. Mieczysław Popek, sergente maggiore Mozut. In alto: il tenente Wiktor Srzembosz, il tenente Tadeusz Arentowicz, il sergente maggiore Mieczysław Adamek e un gruppo di meccanici.

Nacque a Tashkent, Unione Sovietica, il 18 settembre 1918, figlio di Józef e Heleny Strzeleckiej.  Dopo la fine della prima guerra mondiale e la rinascita dello Stato polacco, la sua famiglia tornò in Polonia, dove egli crebbe, diplomandosi al liceo prima di frequentare la scuola artigianale e industriale di Przemysl.
Nel 1936, entrò nella scuola per sottufficiali dell'aeronautica militare per i minori a Bydgoszcz. Dopo aver ottenuto il brevetto di pilota militare nel 1939, fu assegnato come soldato semplice alla 113. Eskadra Myśliwska, al comando del tenente Wieńczysław Barański, ed equipaggiata con i caccia PZL P.11a/c.
Quando scoppiò la seconda guerra mondiale, il 1 settembre 1939, in quello stesso giorno conseguì una vittoria condivisa su un bombardiere Heinkel He 111. Il 6 settembre,  intercettò un certo numero di cacciabombardieri Junkers Ju 87 Stuka e, insieme ai suoi compagni piloti, ne abbatté uno. È stato riferito che,  rimasto senza carburante nel suo aereo, fu costretto ad atterrare accanto allo Ju. 87 abbattuto e, insieme a dei contadini del posto, catturò i due aviatori della Luftwaffe. Il 18 settembre, dopo la capitolazione della Polonia, attraversò il confine con la Romania a Śniatyń. Il 15 ottobre 1939, a bordo della Ajos Nikolaos, salpò dal porto di Balcic in Bulgaria) e raggiunse Marsiglia via Beirut. In Francia si addestrò all'uso dei velivoli francesi presso il Centro di formazione aeronautica dell'Armée de l'air con sede a Lione-Bron. Il 1 giugno 1940 fu incorporato nell'unità formata sotto il comando del maggiore Eugeniusz Wyrwcki, con la quale è arrivò a Bernay il 4 giugno, presso l'aeroporto del Groupe de Chasse II/10. Fino alla fine della battaglia di Francia effettuò missioni di combattimento sui Bloch MB.151 e MB-152.  Durante una di esse, l'8 giugno, effettuò un atterraggio forzato per mancanza di carburante, senza riportare ferite.  Non svolse più missioni di combattimento a partire dal 15 giugno.
Nella notte tra il 21 e il 22 giugno 1940 volò su un aereo da trasporto attraverso il Mediterraneo fino ad Algeri, e poi via Casablanca e Gibilterra raggiunse la Gran Bretagna il 17 luglio. Dopo l'addestramento in diverse scuole di volo britanniche, e il 28 aprile 1941 fu assegnato al No. 303 Polish Fighter Squadron. Il 23 giugno 1941 abbatté un caccia Messerschmitt Bf 109, ottenendo anche una probabile vittoria su un altro Bf 109. Bf 109. Il 12 luglio 1941 abbatte altro Bf 109, salvando così il suo collega di squadriglia, il sottotenente Bolesław Drobiński,  e un terzo il 12 ottobre 1941. L'8 dicembre 1941 abbatté un caccia Focke-Wulf Fw 190 sul canale della Manica. L'anno successivo, il 14 aprile 1942, abbatté un Bf 109 ottenendo la qualifica di asso dell'aviazione da caccia.
Il 9 aprile 1943 fu trasferito alla No. 58 Operational Training Unit sulla RAF Grangemouth, in Scozia, dove prestò servizio come istruttore. Rimase lì fino al novembre 1943, completando nel frattempo un corso per ufficiali alla RAF Cosford, quando fu assegnato al No. 317 Polish Fighter Squadron, di base alla RAF Chailey nell'East Sussex, un Advanced Landing Ground progettato per supportare l'invasione dell'Europa continentale da parte delle forze alleate.
Il 18 maggio 1944, mentre partecipava a una missione "Ranger" su Fecamp, Francia, come Flight Commander, il suo Supermarine Spitfire Mk.IX (ML275) fu colpito dalla contraerea. Cercò di mantenere la quota ma non fu in grado di tornare alla base della RAF Chailey. Il suo capo squadriglia, Włodzimierz Miksa, gli ordinò di abbandonare l'aereo, cosa che fece sopra il canale della Manica. Tuttavia, il suo paracadute rimase impigliato nell'impennaggio di coda del suo aereo causandone la morte per annegamento. Il suo corpo fu recuperato più tardi dalla Newhaven Lifeboat. Corsero voci non confermate secondo cui il suo aereo fu abbattuto o se fosse l'unico colpo che l'aereo ricevette quel giorno dalle difese antiaeree britanniche. 
Venne commemorato in un monumento che si trova alla RAF Chailey, insieme al Flight Lieutenant Jan Kazimierz Kurowski del No.308 Polish Fighter Squadron, che fu ucciso in azione tre giorni dopo. Il monumento riporta una citazione di Josef Chielnicki della RAF Polonia: Una nazione vivrà per sempre, se ci sono persone pronte a morire. La sua salma fu sepolta nel cimitero di Northwood, Londra, (tomba H 444).

### Annotazioni
1. ↑  Completò l'addestramento iniziale sui velivoli britannici presso il No.15 Elementary Flying Training School di Carlisle e fu poi inviato alla No.10 Bombing and Gunnery School di Dumfries, per passare poi alla No.57 Operational Conversion Unit a Hawarden.
2. ↑  Non è chiaro se, in tal caso, questo fosse in aggiunta ai colpi di contraerea ricevuti sulla Francia.

### Fonti
1. 1 2 3 4 5 6 7 8 9 10 11 12 13 14 15 16 17 18 19 20 21 22 23 24  Polish Air Force.
2. 1 2 3 4 5 6 7  Air Crew Remembered.
3. ↑  (PL) "Lista Bajana", su polishairforce.pl.
4. ↑  Kubit 2019, p. 449.
5. ↑  Sikora 2014, p. 351.
6. ↑  Sikora 2014, p. 352.
7. ↑  Krzystek, Krzystek 2012, p. 65.
8. ↑  Zieliński 1994, p. 60.
9. ↑  Niebieska Eskadra.